# Атила
Атила (406—453), такође познат као Атила Хунски или Бич Божји, је био краљ Хуна од 434. године па до своје смрти. Он је био владар Хунског царства које се простирало од територија данашње Немачке до реке Урал и од Дунава до Балтичког мора. Током своје владавине Атила је био највећи непријатељ Источног и Западног римског царства: два пута је походио Балканско полуострво, прешао је Галију до Орлеана пре него што је заустављен у бици на Каталаунским пољима. Потиснуо је западноримског цара Валентинијана III из његове резиденције Равене 452. године, стигао је до Константинопоља и Рима, али није могао да заузме ни један од ова два града.
У великом делу западне Европе је захваљујући, њему ненаклоњеним, римским изворима упамћен као отелотворење окрутности и похлепности. Насупрот томе, неки историчари га сматрају великим и племенитим краљем.

## Биографија

### Порекло и почетак владе
Атила, будући вођа Хуна је по изворима рођен око 406. године. Његов отац се, по Приску из Панијума, звао Мундиух и имао је брата Ругу. Руа (или Ругила) је био један од хунских поглавара (432—434). Атила је имао и старијег брата кога извори спомињу под именом Бледа (грч. Βλήδας).

### Атилино пустошење градова Источног римског царства
Док је Западно царство било у трпељивом односу са хунским вођом, то није био случај са источним. Источним царством је тада владао цар Теодосије II, који се суочавао са хунском опасношћу. За време двовлашћа код Хуна било је само изолованих инцидената на граници Теодосијевог царства, да би се за време Атиле сукоби пренели и у унутрашњост царства. Источно римско царство је у то време било у сукобу са Вандалима који су освојили Картагину и са сасанидским краљем Јаздергердом II који је напао Јерменију 441. године. Ово је омогућило Атили и Бледи отворен пут кроз Илирик у унутрашњост Балканског полуострва, које су напали 441. године. Хунска војска је опустошила Маргус (Пожаревац) и Виминацијум (Костолац), заузела Сингидунум (Београд) и Сирмијум (Сремска Митровица), пре него што су се зауставили. Затишје је уследило 442. године и за то време је Теодосије II позвао своју војску из северне Африке и наредио ковање велике количине новца да би могао да финансира рат против Хуна. Након што је обавио припреме, помислио је да је у могућности да одбије хунске захтеве.
Атила је на то одговорио обновом похода 443. године. Хуни су опсели Наисус са опсадним овновима и покретним кулама — новим оружјем у свом арсеналу — затим су кренули дуж Нишаве и заузели Сердику (Софија), Филипољ (Пловдив) и Аркадиопољ. Срели су се и савладали римске снаге изван Константинопоља и зауставили се због недостатка опсадне опреме. Теодосије II је признао пораз и послао дворског званичника Анатолија да преговара о условима мира, који су били оштрији него претходни: цар се сложио да плати 6.000 римских фунти (око 1.963 kg) злата као казну за непоштовање споразума, годишњи данак је утростручен и попео се на 2.100 римских фунти (око 687 kg) злата.
Године 447. Атила је опет кренуо на југ преко Мезије. Римска војска предвођена Арнегисклусом га је срела на реци Вид и била је поражена, али је нанела велике губитке Хунима. Хуни нису више имали препрека, па су стигли скроз до Термопила. Сам Константинопољ је спасио префект Флавије Константин, који је организовао обнову Теодосијевих бедема, које је претходно оштетио земљотрес, а неким местима је изградио нове утврђене линије испред старих.
Атила је као услов за мир тражио да Римљани наставе да плаћају данак и да се повуку са појаса земље која се протезала око 480 km од Сингидунума, и око 160 km јужно од Дунава. Преговори су трајали око три године. На хунски двор је 448. године као изасланик византијског цара послат Приск. Он је више пута својим дипломатским акцијама успео да разузда Атилу и да отклони опасност од хунског освајања. Међутим, већина његовог дела је сачувана у фрагментима.
Прву дипломатску мисију је Приск је преузео одмах након опустошења Сремске Митровице. Путовао је преко Сердике (Софије) до опустошеног Наисуса (Ниш), да би затим кренуо дуж северних територија, преко Тисе у Атилину престоницу. Приск је описао Атилину престоницу као једно мало село у којима је већина кућа изграђена од дрвета, па и сам Атилин двор. У граду су се могли видети огромни дрвени зидови направљени од дасака, затим комплекси за исхрану хунских ратника и на крају, на сред села огромни круг на коме је изграђено постоље за хунског вођу. Приск је разговарао са Атилом у његовој одаји где је упознао и његову жену скирског порекла. На крају му је предао огромне количине злата и разне драгоцености које је послао цар Теодосије у знак мира.
Приск је нарочито описао дворски живот Хуна. Они су волели да певају, да се веселе, а свако вече су приређивали богате вечере на којима је било свега. Нарочито је описивао Атилину неодољиву жељу за вином и Атилине робиње, које су увек биле поред њега. По речима Приска Хуни су полако превазилазили фазу варварског племена и почињали попримати одлике цивилизованог племена. Томе је сигурно допринео и Атилин боравак у Риму где је упознао прави живот народа високе расе. На Атилином двору је боравио и галски лекар Еудоксије, који је после слома Гала прешао на хунску страну. Такође боравио је и један Римљанин из Мезије који ће се касније оженити варварком, а Атила ће му лично кумовати.

### Атила као вођа Хуна
Атилин брат Бледа је већ, као старији, приграбио власт над читавим хунском племенским савезом, али се после повратка Атиле сагласио да владају заједно. Период двовлашћа у Хунској држави био је праћен разним трвењима и неслогама. Бледа је ковао заверу против свог брата неколико пута, али га је Атила осујетио. Бледа је такође имао већи углед међу Хунима као старији владар.
Атила је ојачао свој положај. Оптужио је Бледу да је отровао Ругу и решио га се убиством 445. године. Када је постао једини владар Хуна, ујединио је сва хунска племена и народе од Волге до Германије. Седиште његове државе, која се протезала од Данске до Паноније, од Лапоније и Рајне до Каспијског језера па све до Кине, било је у панонској низији, недалеко данашњег Токаја. Његову власт признавала су многа племена Германа, Сармата, Словена и Турака. По речима Приска, који је једини видео Атилу и његову престоницу, војска му је бројала око 500.000 ратника. Била је наоружана стрелама, копљима, мачевима и ножевима.
По освајању власти Атила је решио да прекине савезништво са Римом, али да у почетку не угрожава територије Западног царства, већ само Источног, тј. Византије. Атили се за помоћ против Визигота обратио вандалски краљ Гејсерих, шаљући му бројне дарове да би га натерао да зарати против визиготског краља Теодориха. То је Атилу покренуло да поново обнови непријатељства са Визиготима. Атила је послао своје изасланике цару Валентинијану III, у чије је име владала његова мајка Гала Плацидија у намери да их одвуче од савеза са Визигота и да се прикључе Хунима у заједничкој борби. Атила је обећавао да ће чувати мир према Западном царству и да ће само ратовати против Теодориха са киме се већ дуго времена налазио у лошим односима.
Теодорих је на време увидео опасност од поновног зближавања Хуна и Римљана, па је писао Атили да се заједно са Визиготима бори против Римљана. После преузимања трона, Атила је за кратко време успео да потчини велики број околних племена: Скира, Туркилинга, Сармата, Херула, Хазаре, и коначно му је пошло за руком да и Остроготе стави под своју власт. Основао је моћно краљевство Хуна са седиштем у Панонији. Саградио је велелепну престоницу која се налазила недалеко од данашњег града Ђера у Мађарској. Скирски краљ му се покорио и дао му је своју ћерку за жену. Према извештајима Приска са Атилиног двора, Атилина жена се звала Крек и родила му је три сина.
Атила је приређивао манифестације на двору, био је обожавалац шамана, а богату трпезу су му украшавале робиње из других племена.

### Атилин рат против Западног римског царства
Када је Атила осигурао своју позицију према Византији, која је куповала мир са Хунима, окренуо се Западном римском царству.
Атилина мисао да крене са војском на Рим, никада га није напуштала. Ипак, он је прво напао њене провинције. Крајем 450. године напао је Галију. То је и време развитка Бургундске краљевине у области Мајнца, са главним градом Вормсом на Рајни. Код Бургунда је тада владао краљ Гунтер који се налазио притиснут између отвореног сукоба његових ћерки и Хуна.
Најзначајније сведочанство ових догађаја је био старогермански еп „Песма о Нибелунзима“.
Након присаједињења Бургунда, Атила излази пред западноримског цара са јасним намерама. Тражи да се ожени сестром цара Валентинијана III, Хоноријом. Занимљиво је објаснити како је дошло до повезаности Хонорије и Атиле. Хонорија, сестра цара Валентинијана, је 449. године затечена у љубавној вези са својим слугом. Након тога љубавник је погубљен, а Хонорија која је вероватно била трудна, изолована је из јавног живота. Бесна послала је поруку Атили у којој је замолила да постане њен витез. Атила је то протумачио као брачну понуду и затражио половину Западног римског царства за њен мираз. Против овога је нарочито устала Валентинијанова мајка Плацидија која је изјавила да се њена ћерка неће никада удати за варварина. Атила је решио да спор реши силом.
Једини човек који се тада могао супротставити Атили био је западноримски намесник Флавије Аеције. Он је једно време био талац на хунском двору и упознао је хунски начин живљења, њихове обичаје и традицију. Када су га Римљани у замену вратили, покушао је да узурпира место Валентинијана за новог цара Римљана, па је осуђен на доживотно заточеништво. Опасност од Хуна је натерала да се он ослободи из тамнице и да поново командује римском војском. Међутим, Аеције ће после победе над Атилом пасти као жртва чисте политике. Оптужиће га да је поново припремао преврат, па ће бити убијен на улици 454. године.
У међувремену је краљ Салијских Франака преминуо и избио је сукоб за наследство између његова два сина, у који су се уплели и Атила и Аеције, Атила је подржавао старијег сина, док је Аеције подржавао млађег. Атила је окупио своје вазале: Гепиде, Остроготе, Тиринжане, Алане и Бургунде и отпочео је поход на запад. Године 451, стигао је до Белгике.
Флавију Аецију је дата велика војска, а он је поново постављен за врховног заповедника римских легионара. Аеције је на југу формирао јаке војне снаге, примивши у војску Визиготе, Франке, Гале и Бургунде. Пошто је Атила заузео Орлеан, који је Аеције ускоро повратио, Атила је са отпочео да се враћа у отаџбину са богатим пленом, али га је Аеције у стопу гонио. Хунска војска је прешла Рајну низводно од Мајнца, али су их на другом крају сачекале одморне трупе Аеција.
У рано свитање 20. јуна 451. године на равници Каталаунских поља, седам и по километара од града Троа, започела је одсудна битка. У тој бици на једној страни су се борили Хуни и низ германских племена, међу којима и Остроготи, док су на другој страни били Аецијеви Гало-Римљани и такође германска племена, између осталих Визиготи са њиховим краљем Теодорихом I, који је нашао своју смрт на овом бојишту и његовим сином Торисмундом.
Хуни су заузели десну страну поља, а Римљани леву. Када је Атила видео да је његова војска преслаба да би изборила победу, лично је кренуо на Аеција који се налазио на брдашцу одакле је мирно посматрао ток битке. Атила је после великих губитака наредио повлачење у војне бараке, 4 km од поља. Ту су Визиготи ноћу покушали да препадну Хуне, али су Хуни на време подигли узбуну и отерали Визиготе даље од логора. Идућег дана, Атила се са остатком војске повукао. Аеције је славио своју велику победу у Риму.

#### Поход у Италију
Атила је искористио дезорганизацију Визигота, па је предузео нови ратни план, како би остварио своју жељу да се ожени Хоноријом. Прешао је Јулијске Алпе и упао у Италију 452. године. Опсео је град Аквилеју, близу Венеције и зидине је тукао катапултима. Кад је град пао, Атила је намеравао да одатле крене на Рим. Валентинијан је побегао из Равене у Рим, док је Аеције остао на бојишту, али није имао довољно војске да се одупре. Атила је заузео је више градова, опустошио долину Пада и стигао до Минциа где му је у сусрет дошао папа Свети Лав I. Само захваљујући папи Лаву I Рим је спашен од разарања. Епидемије и глад присилили су Атилу да напусти Италију.
Атила је намеравао да нападне Константинопољ и да поново присили Теодосијевог наследника Маркијана да плаћа данак који је одбио да плаћа, док је Атила био заузет ратовањем на западу. Међутим, Атила је умро почетком 453. године.

### Смрт у брачној постељи
Атила је умро на дан свог венчања. Иако је већ имао велик број жена, узео је нову жену по имену Илдико. Дан венчања протекао је у жестоком опијању и слављу. Пијан и пожудан када је пала ноћ младу је одвео у своје одаје. Нађен је мртав наредно јутро, а нова млада дрхтала је од страха док је поред ње лежао мртав велики хунски вођа. Наводно је умро од прекомерне дозе алкохола и јаког крварења из носа премда постоје и претпоставке како је смрт била насилна. Сахрањен је, према легенди, у три ковчега: златном, сребрном и гвозденом. Након његове смрти хунска се држава распала. У току ноћи, тело му је спаљено по старом хунском обичају, а затим стављено у ковчег, заједно с великом количином опљачканог блага и спуштено у реку Тису. Река је однела Атилино тело у незнане даљине. У више наврата било је покушаја да се открије његов гроб, али је до сада све остало само на покушајима. Хунско царство након Атилине смрти распало врло брзо. Већ 454. године, Остроготи и друга германска племена побунила су се против Хуна, а Атилини синови завађени међу собом нису се могли носити с кризом.

## Име
Атила је имао име готског облика, или је оно у писаним изворима готизовано (атила је умањеница од речи ата што на више индоевропских језика значи отац, тата). Иако су се на његовом двору мешале различите културе, утицај готских обичаја био је посебно јак, а спомен му је сачуван и у готској народној причи.
Због својих пустошења и суровости прозван је flagelum Dei (бич Божији).
То име се први пут спомиње код анонимног писца из IX века.
Ушао је у приче и легенде многих древних народа. Као легендарна личност Атила се јавља и у Нибелунзима (као: Етзел), Еди (као: Атли) и у народној традицији Јужних Словена као Атил пасоглави.

## Легенда о мачу бога Марса
Атила је један од највећих освајача у историји и најчувенији међу варварским вођама у доба сеобе народа а од римских царева је добио надимак бич божији. Постоји легенда која каже како је Атила у ствари био мач Марса и да друге варварске вође нису могле да га погледају право у очи, а да се при томе не поколебају у својим намерама.
Легенда Хуна каже да је Атила од једног чобанина добио на поклон мач бога Марса. Атила је нашао чобанина са својим стадом и приметио крвави траг по трави. Чобанин му је рекао да пажљиво прати тај траг. Атила је пратио траг и из траве извадио бачени мач, кога је уздигао високо. Атила је поверовао да је то предсказање за њега да буде један од великих светских вођа по Божјој вољи. Атили је тај мач дао још веће самопоуздање.